# Valentim Gentil
Valentim Gentil är en kommun i Brasilien.   Den ligger i delstaten São Paulo, i den södra delen av landet, 600 km söder om huvudstaden Brasília. Antalet invånare är 11 031.
Omgivningarna runt Valentim Gentil är en mosaik av jordbruksmark och naturlig växtlighet. Runt Valentim Gentil är det ganska tätbefolkat, med 96 invånare per kvadratkilometer.